# Bargteheide
Bargteheide er en by i det nordlige Tyskland, beliggende under Kreis Stormarn i den sydøstlige del af delstaten Slesvig-Holsten.

## Geografi
Bargteheide ligger på en randmoræne 27 km nord for Hamborg. Lübeck ligger 32 km mod nordøst. Motorvejskryds Bargteheide mellem A 1 (Oldenburg in Holstein–Saarbrücken) og A 21 og B 404 ligger ca. fire km øst for byen i kommunen Hammoor. Bargteheide har station på jernbanelinjen Lübeck–Hamburg